# Universidad de las Hamburguesas
La Universidad de las Hamburguesas es el nombre que recibe el centro de formación de McDonald's en Oak Brook, Illinois. Tiene un tamaño de 12.000 metros cuadrados. Fue fundada el 24 de febrero de 1961 por su director general Fred Turner y por Ray Kroc, el mismo año que compró la cadena a los hermanos McDonald.

## Campus
Hoy en día cuenta con 19 instructores que enseñan en 28 idiomas diferentes. Tiene 13 aulas, auditorio de 300 butacas, 12 aulas de interacción educativa y 3 laboratorios. 
Los estudiantes reciben aproximadamente 32 horas de entrenamiento en su primer mes y estudian ahí más de 7500 estudiantes cada año. Desde su creación se han graduado más de 80.000 mánagers y dueños de restaurantes.

## Expansión
A día de hoy cuenta con siete «universidades» en todo el mundo, donde se ha invertido mucho dinero. A pesar de que se bromee diciendo «el McDonald's» cuando se pregunta sobre las salidas de un título con poco futuro laboral, en Shanghái, la tasa de aceptación en esta universidad fue de 1 de cada 100 aspirantes (1%). Eso hace a la Universidad de las Hamburguesas siete veces más exclusiva que la Universidad de Harvard.
La filosofía de Ray Kroc era: «Si estamos yendo a alguna parte, debemos tener talento. Dedicaré mi dinero al talento». A pesar de su muerte en 1984, sigue viva en su cadena de universidades, donde gracias a entre otras cosas a sus tutoriales, día tras día enseñan a nuevos talentos.